# Брисбен Роар
«Бри́сбен Ро́ар» (англ. «Brisbane Roar FC») — австралійський футбольний клуб з міста Брисбена. Заснований у 1957 році під назвою «Голландіа Інала».

## Досягнення
- Переможець регулярного чемпіонату A-Ліги: 2010/11, 2013/14
- Переможець плей-оф A-ліги: 2011, 2012, 2014

## Історія
Клуб засновано голландськими іммігрантами в 1957 році під назвою «Голланда Інала». Спочатку клуб базувався в передмісті Брисбена, Річлендс. Після перейменування в «Брисбен Лайонс» в 1970-х, футболісти брали участь в нині неіснуючій Національної лізі сокера (1977—1988), потім команда вилетіла до Прем'єр-лігу Брисбена. У зв'язку з існуванням клубу з аналогічною назвою відбулася ще одна зміна назви, цього разу на «Куінсленді Лайонс».
За задумом засновників А-ліги команди повинні були представляти найбільші міста Австралії. До червня 2004 дві з двадцяти заявок на участь в лізі прийшли з Брисбена. У результаті вибір ліг саме на «Куінсленді Лайонс».
У березні наступного року проект команди «Роар» стартував. Перший керівний склад клубу включав голову Джона Рібота, його заступника Гері Уїлкінса і генерального директора Лоуренса Удендіка. У 2011 році Брисбен Роар стали чемпіонами, обігравши у фіналі по пенальті «Централ Кост Марінерс». Програючи вже наприкінці додаткового часу команда зуміла відігратися з рахунку 0-2 до 2-2, а потім, завдяки впевненій грі голкіпера, виграла серію післяматчевих пенальті з рахунком 4-2.